# Kolo Touré
Kolo Touré (* 19. březen 1981, Bouaké, Pobřeží slonoviny) je fotbalista z Pobřeží slonoviny, od léta 2016 byl hráč klubu Celtic FC. Také nastupuje v reprezentaci Pobřeží slonoviny. Mimo svou vlast působil na klubové úrovni v Anglii a Skotsku.
Po sezóně 2011/12 se stal hráčem, který dokázal vyhrát Premier League se dvěma různými kluby, Arsenalem a Manchesterem City.
Jeho mladší bratr Yaya Touré je také fotbalista.

## Klubová kariéra

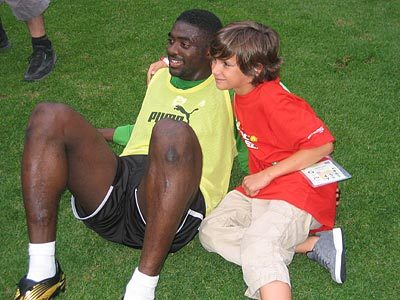
Kolo Touré s mladým fanouškem

### Arsenal
Arsenal jej koupil po krátké zkoušce v únoru 2002 z týmu ASEC Mimosas za částku kolem 150 000 britských liber. Jako reprezentant neměl problém se získáním pracovního povolení. Za první tým Arsenalu nastoupil poprvé v srpnu 2003 v zápase FA Community Shield proti Liverpoolu. V sezóně 2003/04 získal s Arsenalem ligový titul.
Ze začátku svého působení nastupoval na postu středního záložníka a pravého obránce, než jej nakonec manažer Arsène Wenger začal nasazovat na post stopera vedle Sola Campbella.
1. ledna 2009 údajně předložil vedení Arsenalu svůj psaný požadavek na přestup poté, co se nepohodl s tehdejším partnerem ze středu obrany Williamem Gallasem. Nakonec své rozhodnutí přehodnotil a zůstal s Arsenalem až do léta téhož roku.

### Manchester City
Jeho přestup do Manchesteru City byl oficiálně oznámen 28. června 2009. Jeho služby měly být vykoupeny částkou kolem 16 miliónů liber a v Manchesteru podepsal čtyřletou smlouvu.
Na začátku července 2010 se k němu v Manchesteru City připojil jeho mladší bratr Yaya Touré.
V březnu 2011 byl nařčen z užívání zakázaných látek poté, co neprošel namátkovou dopingovou kontrolou po zápase s Manchesterem United. Sám Kolo prohlásil, že nešlo o doping, nýbrž o nešťastný účinek tablet na hubnutí, které mu doporučila jeho manželka. Za tento přestupek si od Světové antidopingové agentury vyslechl rozsudek znamenající šestiměsíční zákaz činnosti.

### Liverpool FC
V červenci 2013 přestoupil do klubu Liverpool FC. Trenér Brendan Rodgers potřeboval obsadit po odchodu Jamieho Carraghera (ukončil kariéru) post stopera zkušeným hráčem.

### Celtic FC
V červenci 2016 přestoupil do skotského mužstva Celtic FC, kde se opět setkal s trenérem Brendanem Rodgersem. podepsal smlouvu na jeden rok.

## Úspěchy

### Klubové
ASEC Mimosas
- 2× vítěz nejvyšší fotbalové ligy v Pobřeží slonoviny – 2001, 2002
- 1× vítěz CAF Super Cup – 1999

Arsenal
- 1× vítěz Premier League – 2003/04
- 2× vítěz FA Cupu – 2003, 2005
- 2× vítěz Community Shield – 2002, 2004

Manchester City
- 1× vítěz FA Cupu – 2011
- 1× vítěz Premier League – 2011/12